# Uberto Ramón Giménez Martínez
Uberto Ramón Giménez Martínez, conegut com a El Chato Giménez, (Rosario, 31 de desembre de 1923 - ?) fou un futbolista argentí de la dècada de 1940.

## Trajectòria
Fou un futbolista argentí que passà la major part de la seva carrera a clubs argentins, com Rosario Central o CA Platense, o uruguaians, com Montevideo Wanderers o Liverpool de Montevideo. La temporada 1949-50 fitxà pel FC Barcelona, on arribà a jugar 7 partits de lliga. Acabada la temporada fitxà pel FC Toulouse francès.